# Boston Marathon 1929
De Boston Marathon 1929 werd gelopen op vrijdag 19 april 1929. Het was de 33e editie van deze marathon. Marathonwedstrijden voor vrouwen bestonden nog niet.
De Canadees Johnny Miles kwam als eerste over de streep in 2:33.08.
Het parcours is te kort gebleken. Het had namelijk niet de lengte van 42,195 km, maar 41,1 km.

## Uitslag
| rang   | naam                 | land | tijd    |
| ------ | -------------------- | ---- | ------- |
| Goud   | Johnny Miles         | CAN  | 2:33.08 |
| Zilver | Yrjo Korholin Koski  | FIN  | 2:35.26 |
| Brons  | Ville Kyrönen        | FIN  | 2:35.44 |
| 4      | Albert Michelsen     | USA  | 2:37.22 |
| 5      | Jack Lamb            | USA  | 2:39.25 |
| 6      | William Taylor       | CAN  | 2:40.05 |
| 7      | Gabriel Ruotsalainen | FIN  | 2:41.06 |
| 8      | Ronald O’Toole       | CAN  | 2:43.07 |
| 9      | Clarence DeMar       | USA  | 2:43.47 |
| 10     | Fred Ward            | USA  | 2:44.13 |

1897 ·
1898 ·
1899 ·
1900 ·
1901 ·
1902 ·
1903 ·
1904 ·
1905 ·
1906 ·
1907 ·
1908 ·
1909 ·
1910 ·
1911 ·
1912 ·
1913 ·
1914 ·
1915 ·
1916 ·
1917 ·
1918 ·
1919 ·
1920 ·
1921 ·
1922 ·
1923 ·
1924 ·
1925 ·
1926 ·
1927 ·
1928 ·
1929 ·
1930 ·
1931 ·
1932 ·
1933 ·
1934 ·
1935 ·
1936 ·
1937 ·
1938 ·
1939 ·
1940 ·
1941 ·
1942 ·
1943 ·
1944 ·
1945 ·
1946 ·
1947 ·
1948 ·
1949 ·
1950 ·
1951 ·
1952 ·
1953 ·
1954 ·
1955 ·
1956 ·
1957 ·
1958 ·
1959 ·
1960 ·
1961 ·
1962 ·
1963 ·
1964 ·
1965 ·
1966 ·
1967 ·
1968 ·
1969 ·
1970 ·
1971 ·
1972 ·
1973 ·
1974 ·
1975 ·
1976 ·
1977 ·
1978 ·
1979 ·
1980 ·
1981 ·
1982 ·
1983 ·
1984 ·
1985 ·
1986 ·
1987 ·
1988 ·
1989 ·
1990 ·
1991 ·
1992 ·
1993 ·
1994 ·
1995 ·
1996 ·
1997 ·
1998 ·
1999 ·
2000 ·
2001 ·
2002 ·
2003 ·
2004 ·
2005 ·
2006 ·
2007 ·
2008 ·
2009 ·
2010 ·
2011 ·
2012 ·
2013 ·
2014 ·
2015 ·
2016 ·
2017 ·
2018 ·
2019 ·
2020 ·
2021 ·
2022